# Tarzan Goto
Seiji Gotō (jap. 後藤政二 Gotō Seiji; ur. 16 sierpnia 1963 w Shimadzie, zm. 29 maja 2022) – japoński wrestler i zapaśnik sumo występujący pod pseudonimami Tarzan Goto i Ho Chi Winh. Mistrz świata tag teamów federacji National Wrestling Alliance (1995/1996).

## Kariera
W 1979 r. rozpoczął karierę w zapasach sumo, jednak zrezygnował z niej niedługo potem. W lutym 1981 r. zadebiutował we wrestlingu (puroresu) w rodzimej federacji All Japan Pro Wrestling (AJPW) - w organizacji jego trenerem był Jumbo Tsuruta. W połowie lat 80. przeprowadził się do Stanów Zjednoczonych, gdzie walczył w federacjach niezależnych, takich jak Jim Crockett Promotions, Continental Wrestling Association czy portorykańskiej World Wrestling Council. Był również zawodnikiem dużej federacji National Wrestling Alliance (NWA).
Pod koniec lat 80. powrócił do Japonii, gdzie walczył dla federacji promującej hardcore wrestling o nazwie Frontier Martial-Arts Wrestling (FMW) zdobywając tam kilka tytułów mistrzowskich. W połowie lat 90. opuścił FMW. Zawalczył również dla amerykańskiej federacji hardcore wrestlingu Extreme Championship Wrestling (ECW) w 1996 roku. W 2005 r. zawiesił karierę wrestlera. Od 2009 do 2012 r. ponownie występował w FMW.
Był mężem greckiej emerytowanej wrestlerki Despiny Montagas. Mieli trzech synów. Zmarł 29 maja 2022 na raka wątroby.

## Mistrzostwa i nagrody
- Continental Wrestling Association[7]
  - CWA/AWA International Tag Team Championship (5 razy) – z Akio Sato

- Frontier Martial-Arts Wrestling
  - FMW WWA Martial Arts Heavyweight Championship (1 raz)
  - FMW WWA Martial Arts Tag Team Championship (2 razy) – z Atsushi Onitą (1 raz) i Gregorym Veritchevem (1 raz)
  - World's Strongest Tag Team Tournament – z Atsushi Onitą (1992)
  - Six Man Tag Team Tournament – z Atsushi Onitą i Sambo Asako (1994)

- International Wrestling Association of Japan
  - IWA World Heavyweight Championship (2 razy)
  - IWA World Tag Team Championship (1 raz) – z Mr. Gannosuke

- National Wrestling Alliance
  - NWA World Tag Team Championship (1 raz) – z Mr. Gannosuke

- Tokyo Sports
  - Walka roku (Match of the Year) (1990) vs. Atsushi Onita (4 sierpnia 1990)
  - Walka roku (1994) w tag teamie z Atsushi Onitą vs. Ashura Hara i Genichiro Tenryu (2 marca 1994)
  - Newcomer of the Year (Rookie of the Year) (1983)[8]